# Barneville-Carteret
Barneville-Carteret település Franciaországban, Manche megyében. Lakosainak száma 2181 fő (2022. január 1.). Barneville-Carteret Les Moitiers-d’Allonne, La Haye-d’Ectot, Saint-Jean-de-la-Rivière és Saint-Georges-de-la-Rivière községekkel határos.

## Népesség
A település népességének változása:
| Lakosok száma | 2228 | 2218 | 2291 | 2231 | 2235 | 2239 | 2214 | 2191 | 2181 |
|               | 2013 | 2015 | 2016 | 2017 | 2018 | 2019 | 2020 | 2021 | 2022 |